# Stuart Whitman
Stuart Maxwell Whitman (* 1. Februar 1928 in San Francisco; † 16. März 2020 in Montecito, Kalifornien) war ein US-amerikanischer Schauspieler.

## Leben und Karriere
Stuart Whitman besuchte die Hollywood High School in Hollywood zusammen mit der späteren Filmschauspielerin Mitzi Gaynor und dem späteren Postmaster General Anthony M. Frank. Nach Abschluss der Highschool ging Stuart Whitman für drei Jahre zum United States Army Corps of Engineers. Hiernach studierte er an der Los Angeles Academy of Dramatic Art. Anschließend tourte Whitman mit dem Theaterstück Here Comes Mr. Jordan quer durch die USA. Gleichzeitig war er in ersten Filmen und Fernsehserien zu sehen.
1960 bekam Stuart Whitman seine erste Hauptrolle in dem Gangsterfilm Unterwelt mit May Britt und Peter Falk. 1961 spielte er an der Seite von Maria Schell und Rod Steiger in Gebrandmarkt. Für seine Hauptrolle in diesem Film wurde Whitman 1962 für einen Oscar nominiert. Die 1960er-Jahre waren seine erfolgreichste Zeit als Filmschauspieler, er übernahm große Rollen in Filmen wie Die Comancheros (1961) mit John Wayne, Der längste Tag (1962), Wegweiser zum Mord (1964) und Die tollkühnen Männer in ihren fliegenden Kisten (1965). Zwischen 1967 und 1968 spielte Whitman die Titelrolle in der Fernsehserie Der Marshall von Cimarron. Danach spielte Stuart Whitman in zahlreichen Fernsehproduktion und einzelnen Kinofilmen, die aber ab den 1970er-Jahren häufig ohne größere Bedeutung waren. Zuletzt trat er im Jahr 2000 in dem Actionfilm The President’s Man neben Chuck Norris in Erscheinung. Sein Schaffen umfasste mehr als 180 Film- und Fernsehproduktionen.
1998 wurde Whitman mit einem Stern auf dem Hollywood Walk of Fame geehrt. Der Schauspieler hatte fünf Kinder und war dreimal verheiratet, zuletzt seit 2006 mit Julia Vadimovna Paradiz. Seinen Ruhestand verbrachte Whitman, der neben der Schauspielerei durch Immobiliengeschäfte zu Reichtum gekommen war, auf seiner Ranch nahe Santa Barbara.

## Filmografie (Auswahl)
- 1951: Der jüngste Tag (When Worlds Collide)
- 1952: Korea (One Minute to Zero)
- 1953: The All-American
- 1953: All meine Sehnsucht (All I Desire)
- 1953: Der Prinz von Bagdad (The Veils of Bagdad)
- 1953: Der Mann vom Alamo (The Man from Alamo)
- 1954: Brigadoon
- 1954: Wo der Wind stirbt (Passion)
- 1954: Prisoner of War
- 1954: Symphonie des Herzens (Rhapsody)
- 1954: Stadt der Verdammten (Silver Lode)
- 1955: Unterbrochene Melodie (Interrupted Melody)
- 1955: King of the Carnival
- 1956: Der Siebente ist dran (Seven Men from Now)
- 1957: Das Mädchen mit den schwarzen Strümpfen (The Girl in Black Stockings)
- 1957: Das war Mord, Mr. Doyle (Crime of Passion)
- 1957: Hell Bound
- 1957: Rebell der roten Berge (War Drums)
- 1957: Von Panzern überrollt (Darby’s Rangers)
- 1958: China Doll
- 1958: Ein Mann in den besten Jahren (Ten North Frederick)
- 1958: Mörder an Bord (The Decks Ran Red)
- 1959: Fluch des Südens (The Sound and the Fury)
- 1959: Tausend Berge (These Thousand Hills)
- 1960: Das Buch Ruth (The Story of Ruth)
- 1960: Unterwelt (Murder, Inc.)
- 1961: Franz von Assisi (Francis of Assisi)
- 1961: Die Comancheros (The Comancheros)
- 1961: Das wilde Land (The Fiercest Heart)
- 1961: Gebrandmarkt (The Mark)
- 1962: Der längste Tag (The Longest Day)
- 1963: Nacht der Erfüllung (Il Giorno e l'Ora)
- 1964: Der Mörder mit der Gartenschere (Shock Treatment)
- 1964: Rio Conchos
- 1964: Wegweiser zum Mord (Signpost to Murder)
- 1965: Die Verdammten der Kalahari (Sands of the Kalahari)
- 1965: Die tollkühnen Männer in ihren fliegenden Kisten (Those Magnificent Men in Their Flying Machines or How I Flew from London to Paris in 25 Hours 11 Minutes)
- 1966: Mord aus zweiter Hand (An American Dream)
- 1967: Der Marshall von Cimarron (Cimarron Strip) (Fernsehserie, 23 Episoden)
- 1969: Ternos Cacadores
- 1970: The Last Escape (Fernsehfilm)
- 1970: The Man Who Wanted to Live Forever (Fernsehfilm)
- 1970: Die schmutzigen Helden von Yucca (The Invincible Six)
- 1971: Captain Apache
- 1971: Um 9 Uhr geht die Erde unter (City Beneath the Sea) (Fernsehfilm)
- 1972: Rabbits (Night of the Lepus)
- 1972: Die Flucht des Pumas (Run, Cougar, Run)
- 1972: The Woman Hunter (Fernsehfilm)
- 1973: Die Katzengöttin (The Cat Creature) (Fernsehfilm)
- 1973: The Man Who Died Twice
- 1974: Ti Lung – Der tödliche Schatten des Mr. Shatter (Call Him Mr. Shatter)
- 1974: Arrow Beach (Welcome to Arrow Beach)
- 1975: Verrückte Mama (Crazy Mama)
- 1975: Die Mafia kennt keine Gnade (Mean Johnny Barrows)
- 1976: Feuerstoß (Una Magnum special per Tony Saitta)
- 1976: Las Vegas Lady
- 1976: Des Teufels verlorene Söhne (Cuibul salamandrilor)
- 1976: Blutrausch (Eaten Alive)
- 1977: Delta Fox
- 1977: The Ransom
- 1977: Ruby
- 1977: The Hardy Boys: The Mystery of the African Safari (Fernsehfilm-Episode)
- 1977: Run for the Roses
- 1977: Der weiße Büffel (The White Buffalo)
- 1978: Zwei Ladies im Wilden Westen (Go West, Young Girl)
- 1978: Der Pirat (The Pirate) (Fernsehfilm)
- 1978: Die Frau vom heißen Fluß (La mujer de la tierra caliente)
- 1978: Juanitos großer Freund (Run for the Roses)
- 1979: Die Qual der Geiseln (Traficantes de panico)
- 1979: The Treasure Seekers
- 1979: Women in White (Fernsehfilm)
- 1979: Guayana – Kult der Verdammten (Guyana, el crimen del siglo)
- 1980: Condominium (Fernsehfilm)
- 1980: Solo für zwei Superkiller (Cuba Crossing)
- 1981: Macabra – Die Hand des Teufels (Demonoid: Messenger of Death)
- 1981: Monster Club (The Monster Club)
- 1982: Butterfly – Der blonde Schmetterling (Butterfly )
- 1982: Söldner des Todes (Horror Safari)
- 1983: Zeit der Geier (Vultures)
- 1984: Das Geheimnis der blauen Diamanten (El Tesoro del Amazonas)
- 1984–1992: Mord ist ihr Hobby (Murder, She Wrote) (Fernsehserie, 4 Folgen)
- 1985: Hunter (Fernsehserie, Folge 2x03: The Biggest Man In Town)
- 1985: Hollywood Connection (Beverly Hills Cowgirl Blues) (Fernsehfilm)
- 1985: First Strike – Atom-U-Boot in geheimer Mission (First Strike)
- 1986: Knight Rider (Big Iron, Fernsehserie)
- 1987: Die Vergangenheit der Senatorin (Stillwatch) (Fernsehfilm)
- 1988: Die glorreichen Neun (Once Upon a Texas Train)
- 1988: Ein Mord kommt selten allein (Bersaglio sull’autostrada)
- 1989: Reactor (Deadly Reactor)
- 1990: Mob Boss – Eine Familie zum (Er)Schiessen (Mob Boss)
- 1990: Omega Cop
- 1991: Ich lüge nie… (Smooth Talker)
- 1992: Ihr Gewissen (Lightning in a Bottle)
- 1993: Defender (Private Wars)
- 1994: Bad Girls
- 1998: Second Chances
- 2000: The President’s Man (Fernsehfilm)

## Auszeichnungen
- 1959: Nominierung für den Laurel Award als Bester Nachwuchsdarsteller
- 1962: Nominierung für den Laurel Award als Bester Hauptdarsteller in einem Actionfilm für Die Comancheros
- 1962: Oscar-Nominierung als Bester Hauptdarsteller für Gebrandmarkt
- 1998: Stern auf dem Hollywood Walk of Fame (Kategorie Film, am 7083 Hollywood Blvd)
- 2002: Golden Boot Award für sein Lebenswerk